# Kenny Terweduwe
Kenny Terweduwe (Anderlecht, 14 februari 1988) is een voormalig Belgisch wielrenner. 
Hij reed in zijn wielercarrière voor Jong Vlaanderen en AN Post-Sean Kelly, maar behaalde geen professionele overwinningen.
Kenny Terweduwe is een neef van oud-wielrenners Daniel Rossel en Jean-François Brasseur.
Baugnies · Claeys · Croket · De Keulenaer · De Neef · De Poortere · Devaere · Joseph · Maes · Mertens · Muys · Pieters · Soberon · Sys · Terweduwe · Van Guyse · Vandousselaere · Vanmarcke · Vens · Wynants
Calleeuw · Claeys · De Keulenaer · De Mooij · De Neef · De Poortere · Devaere · Dupont · Joseph · Maes · Pieters · Schets · Terweduwe · Van Guyse · Van Immerseel · Vandousselaere · Vandyck · S.Vanmarcke · K.Vanmarcke · Vens · Verkinderen
Broeders · Calleeuw · De Decker · De Neef · Dupont · Durant · Ligneel · Pannekoek · Paulissen · Pieters · Schepmans · Schets · Serry · Terweduwe · Van Immerseel · Vandousselaere · Vandyck · Verraes · Verwaest · Declercq (stagiair) · Stallaert (stagiair)
Bagdonas · Bennett · Brems · M.Cassidy · Claeys · Debusschere · Džervus · Eeckhout · Fenn · Ghyllebert · Heytens · Hollanders · Lavery · McLaughlin · McConvey · McNally · Terweduwe